# 'Ndrina Trovato
I Coco-Trovato sono una cosca malavitosa o 'ndrina della 'ndrangheta calabrese originaria di Marcedusa. Nel nord Italia si trovano radicati a Milano, a Lecco, a Como e Varese sin dai primi anni ottanta.
Hanno alleanze con le 'ndrine originarie di Platì come i Barbaro, i Papalia e i Sergi, con i Pelle-Vottari di San Luca, ed hanno anche un legame parentale con i De Stefano-Tegano.
Le loro attività vanno dal traffico di stupefacenti al riciclaggio di denaro in imprese edili e locali notturni.

## Storia

### Anni '80 - Triumvirato Flachi-Trovato-Schettini
- Nel 1987 a Caponago venne battezzata un'alleanza col gruppo di Pepè Flachi boss della comasina.[1]

### Anni '90 - Operazione Wall Street
- Nel 1993 con l'operazione Wall Street vengono arrestate per associazione mafiosa 139 persone fra cui Franco Coco Trovato, il boss della cosca. Nonostante ciò, continuò a gestire le attività illecite dal carcere.

### Anni 2000 - Operazione Oversize
- Nel 2001 parte un'inchiesta denominata Oversize (conclusasi nel dicembre 2006) della Polizia e della Guardia di Finanza di Lecco sul traffico di droga a Varese, dal quale i soldi ricavati vengono reinvestiti nel settore edilizio, e più in generale nel tessuto economico/finanziario dell'area di Lecco. Viene scoperto un certo Federico Pettinato, imprenditore affiliato alla cosca Trovato. A Milano si scopre che gestivano i locali del Bio Solaire in via Valtellina, il Madison di corso Sempione e il Cafe Solaire dell'Idroscalo[2].

### Anni 2010
- Il 12 maggio 2010 con l'operazione Annibale partita 3 anni prima, viene scoperto un traffico internazionale di cocaina con base nel convento dell Missionarie del Sacro Cuore di Gesù nella zona di Porta Romana a Milano. Vengono arrestate 33 persone in ben 10 province italiane, tra cui alcune affiliate ai Pelle-Vottari (tra cui Giuseppe e Domenico Vottari) e ai Trovato. La droga veniva acquistata dai cartelli colombiani di Cali, Medellín, Barranquilla e Pereira, portata in Ghana, dove truffando l'Organizzazione delle Nazioni Unite per l'alimentazione e l'agricoltura (FAO) avevano accesso ai suoi fondi (concessi per lo sviluppo del mercato ittico locale) e la si stoccava, infine veniva spedita in Italia[3]. I viaggi in Colombia erano mascherati come pellegrinaggi dei fedeli[3].
- Il 2 aprile 2014 si conclude l'operazione della Guardia di Finanza Metastasi che porta all'arresto di 10 persone tra cui presunti esponenti dei Trovato del locale di Lecco, il consigliere comunale di Lecco Ernesto Palermo che sarebbe anche affiliato e il sindaco del comune di Valmadrera Marco Rusconi; sono stati sequestrati anche 17 immobili, 5 auto e due bar e quote di partecipazione ad alcune società[4][5].

### Anni 2020
- Il 9 febbraio 2021 parte l'operazione Cardine-Metal Money coordinata dalla Direzione Distrettuale Antimafia di Milano e condotta dai Nuclei di Polizia Economico-Finanziaria (GICO), che porta all'arresto di 18 persone per associazione mafiosa, viene scoperto un giro di traffico illecito di rifiuti radioattivi e usura.[6][7][8][9]

## Organizzazione
Il boss di spicco, ora in carcere, è Franco Coco Trovato, originario di Marcedusa (CZ).
Un altro personaggio importante della cosca era Antonio Schettini, ex braccio destro del boss, divenuto collaboratore di giustizia.
Il 13 dicembre 2020 muore per COVID-19 Mario Trovato, fratello del boss.